# Vetefält med kråkor
Vetefält med kråkor (franska: Champ de blé aux corbeaux) är en oljemålning av den nederländske konstnären Vincent van Gogh från 1890. Målningen är utställd på Van Gogh-museet i Amsterdam.
Målningen visar ett gult vetefält under en blå himmel. Den turbulenta himlen har tolkats som en avspegling av konstnärens egna känslotillstånd och de svarta Kråkor har tolkats som bud om död. Van Gogh skrev själv om målningen att han ville uttrycka "sorg, extrem ensamhet". Den färdigställdes omkring den 10 juli och den 29 juli sköt van Gogh sig själv till döds. Vetefält med kråkor var en av de sista målningar van Gogh målade. Den tillkom i Auvers-sur-Oise, 25 km norr om Paris, där han vårdades av doktor Paul Gachet.

## Andra van Gogh-målningar av sädesfält
Van Gogh målade ett stort antal verk över jordbrukslandskap i såväl Nederländerna som Frankrike. De första tillkom 1885 i Neuen i Nederländerna. Därefter målade han sädesfält utanför Paris 1986–1988. Efter flytten till Arles och Saint-Rémy-de-Provence i södra Frankrike tillkom ytterligare målningar över sädesfält, ibland med cypresser i kompositionen. Våren 1890 återvände van Gogh till Paristrakten och byn Auvers-sur-Oise där flera målningar av vetefält tillkom, bland annat Vetefält med kråkor.   

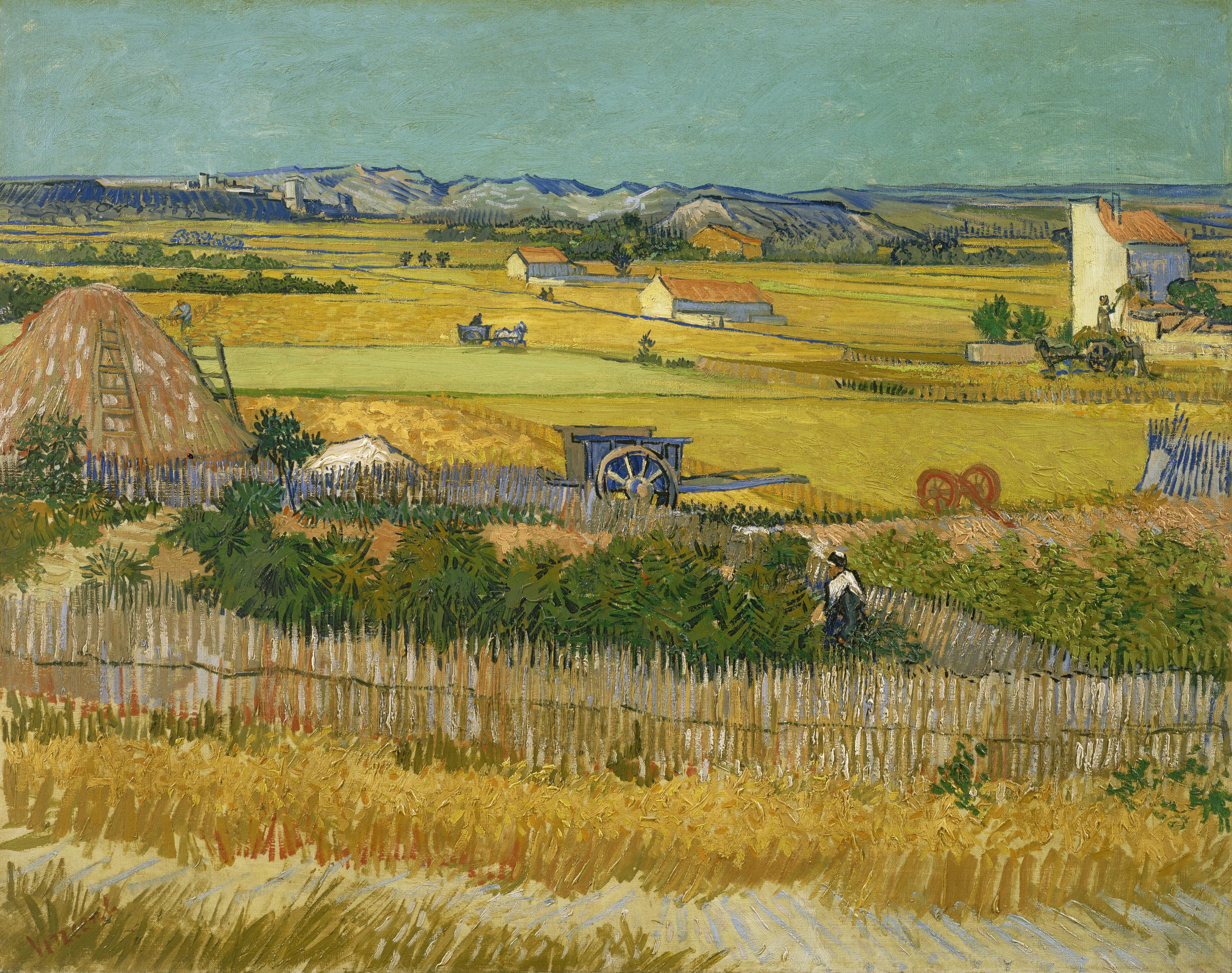
Van Gogh-museet (1888)
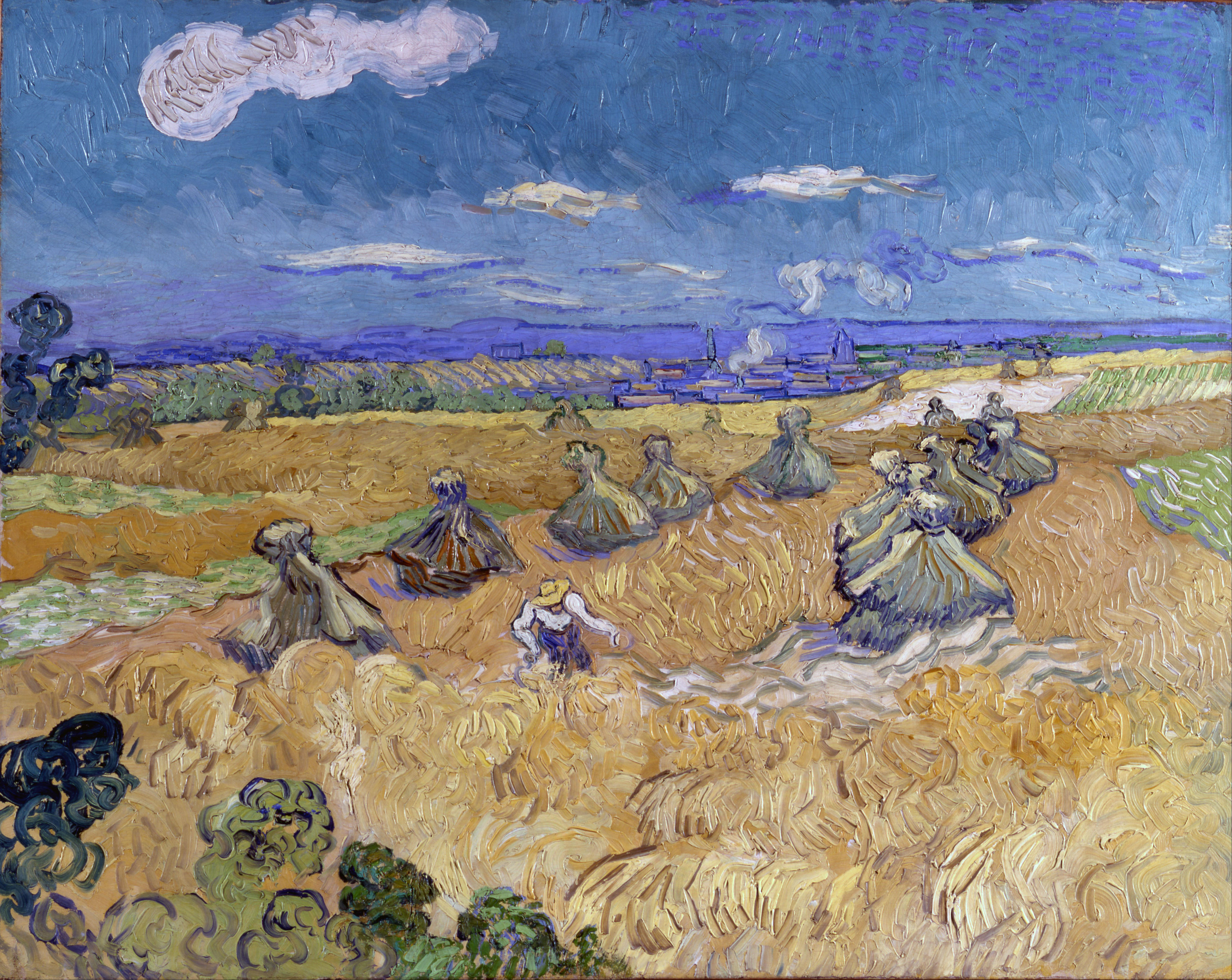
Toledo Museum of Art (1888)
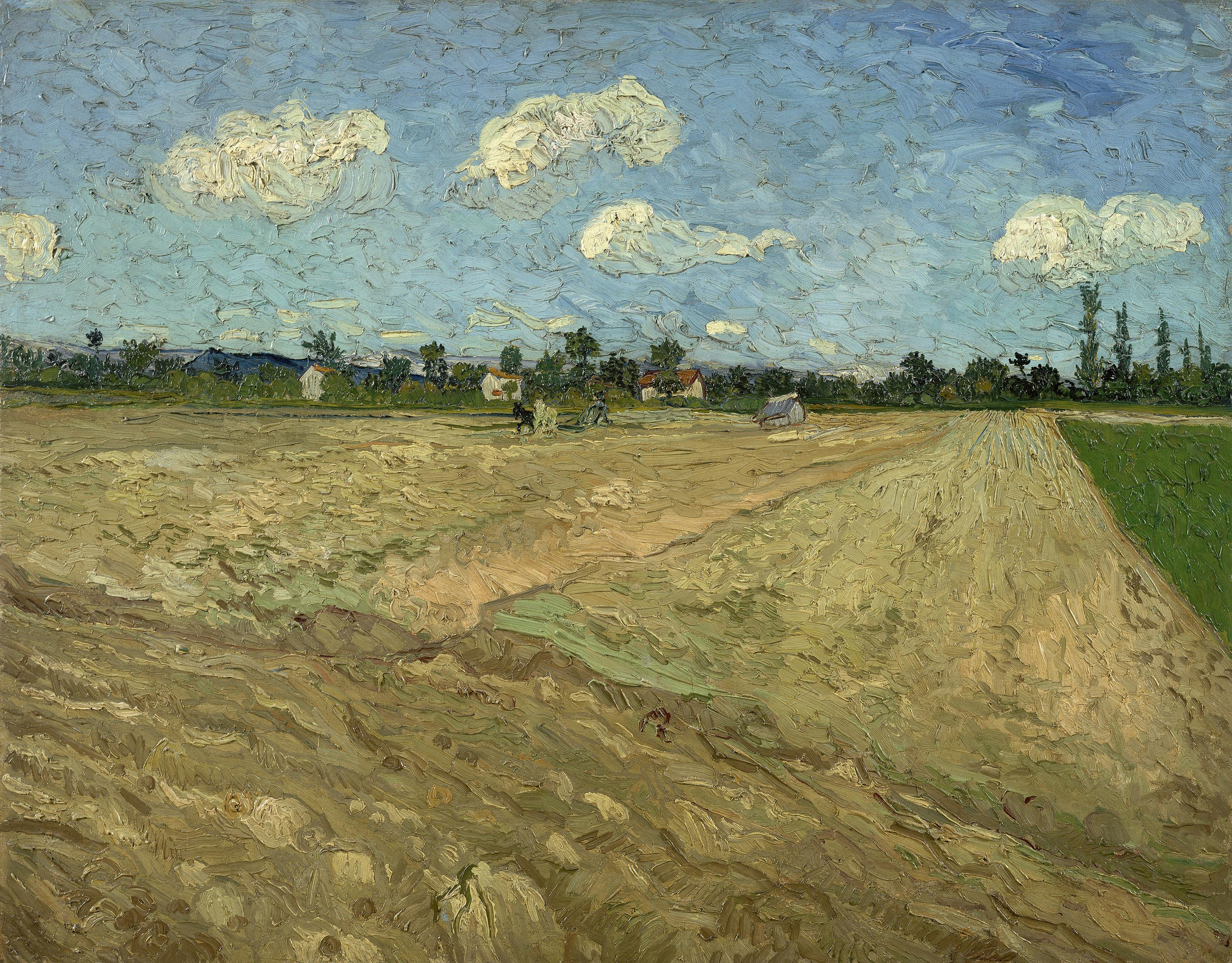
Van Gogh-museet (1888)
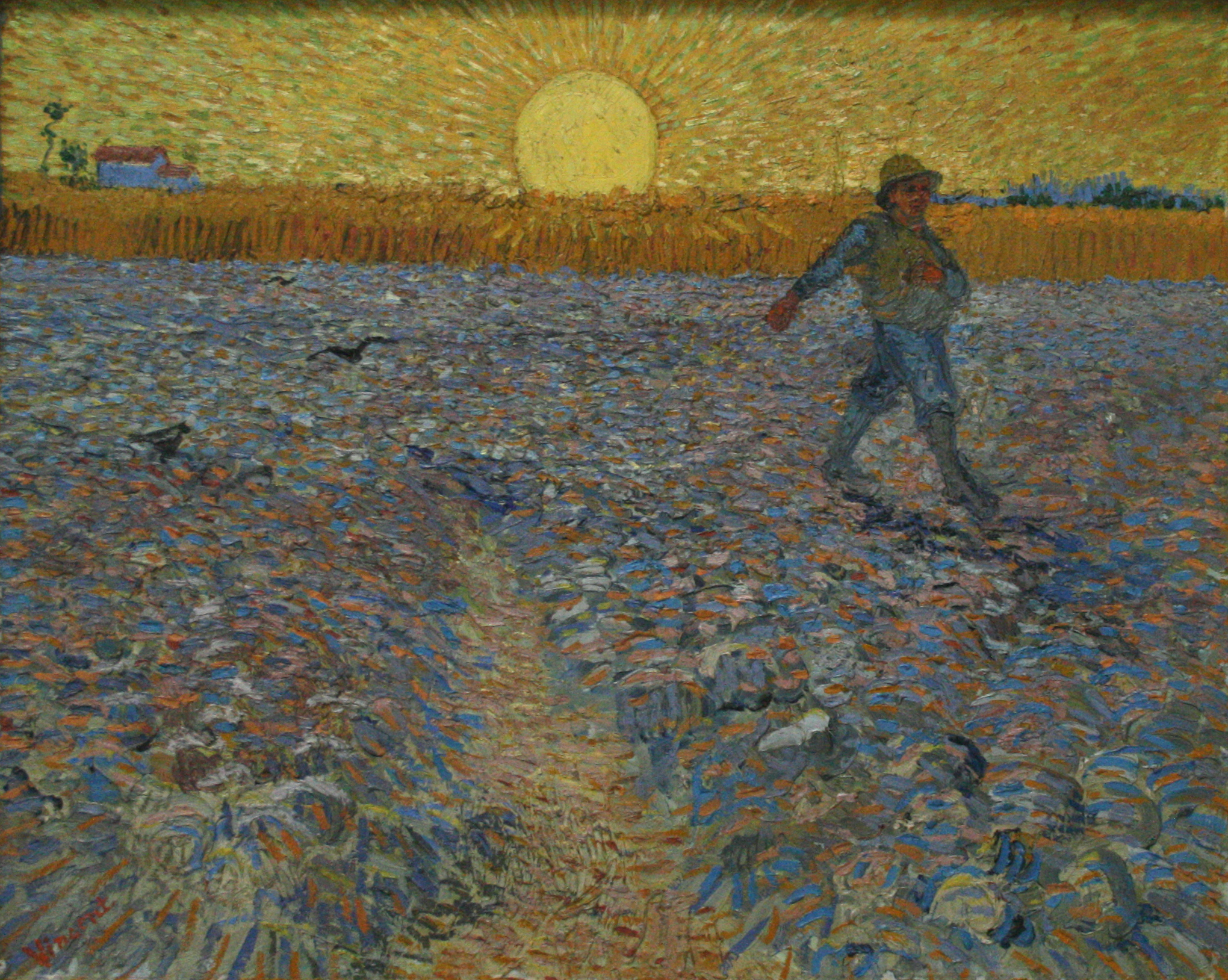
Kröller-Müller Museum (1888)
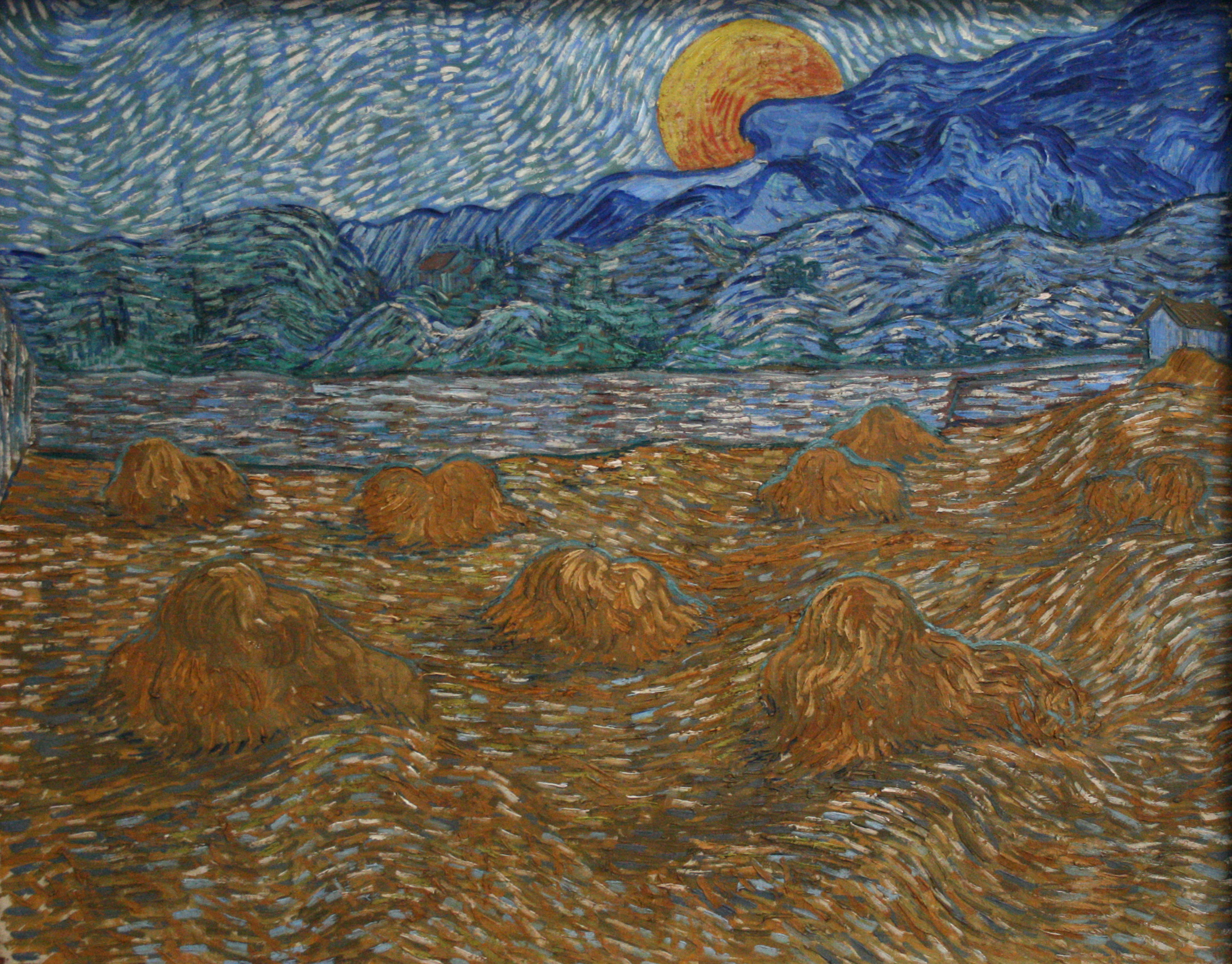
Kröller-Müller Museum (1889)
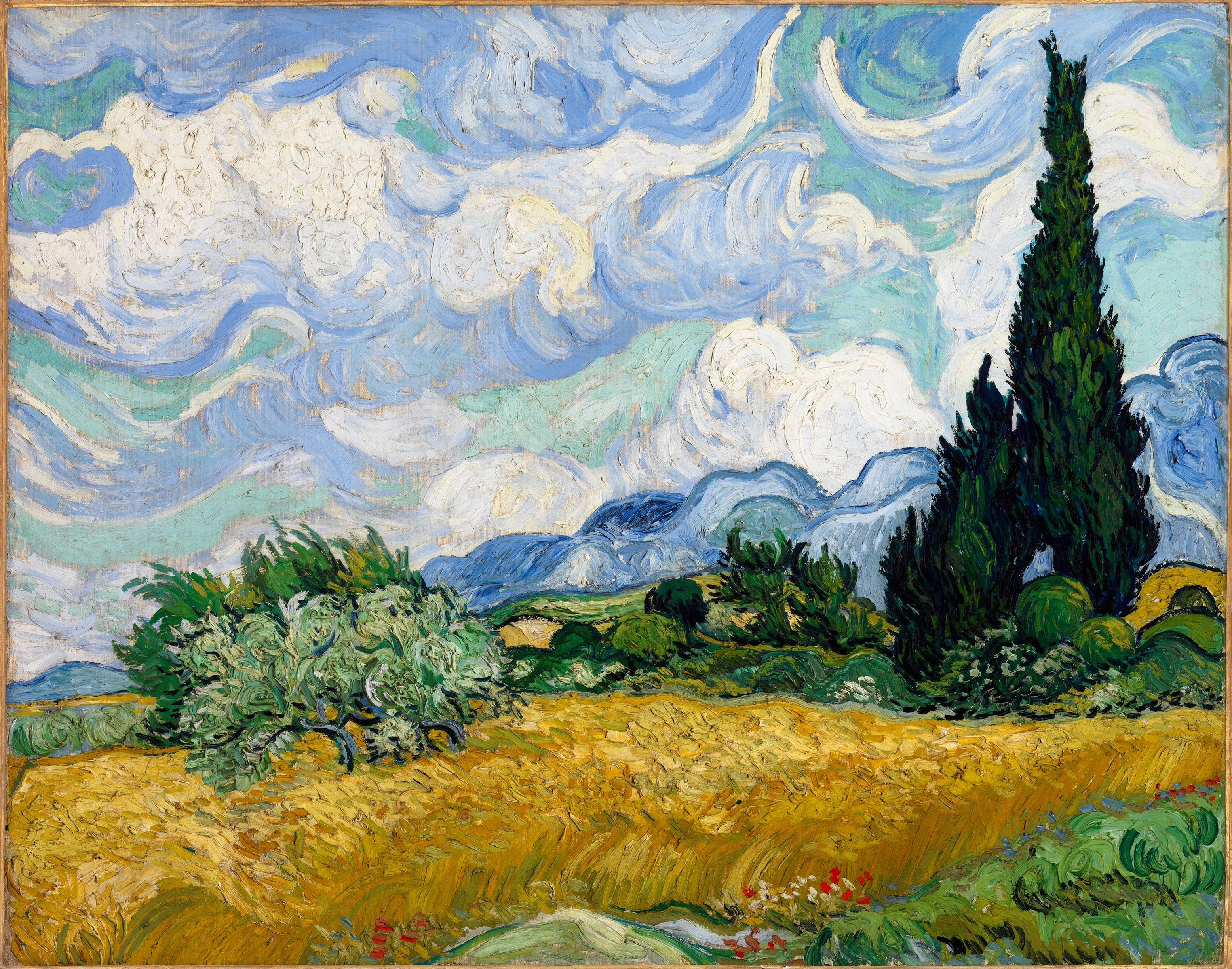
Metropolitan Museum of Art (1889)
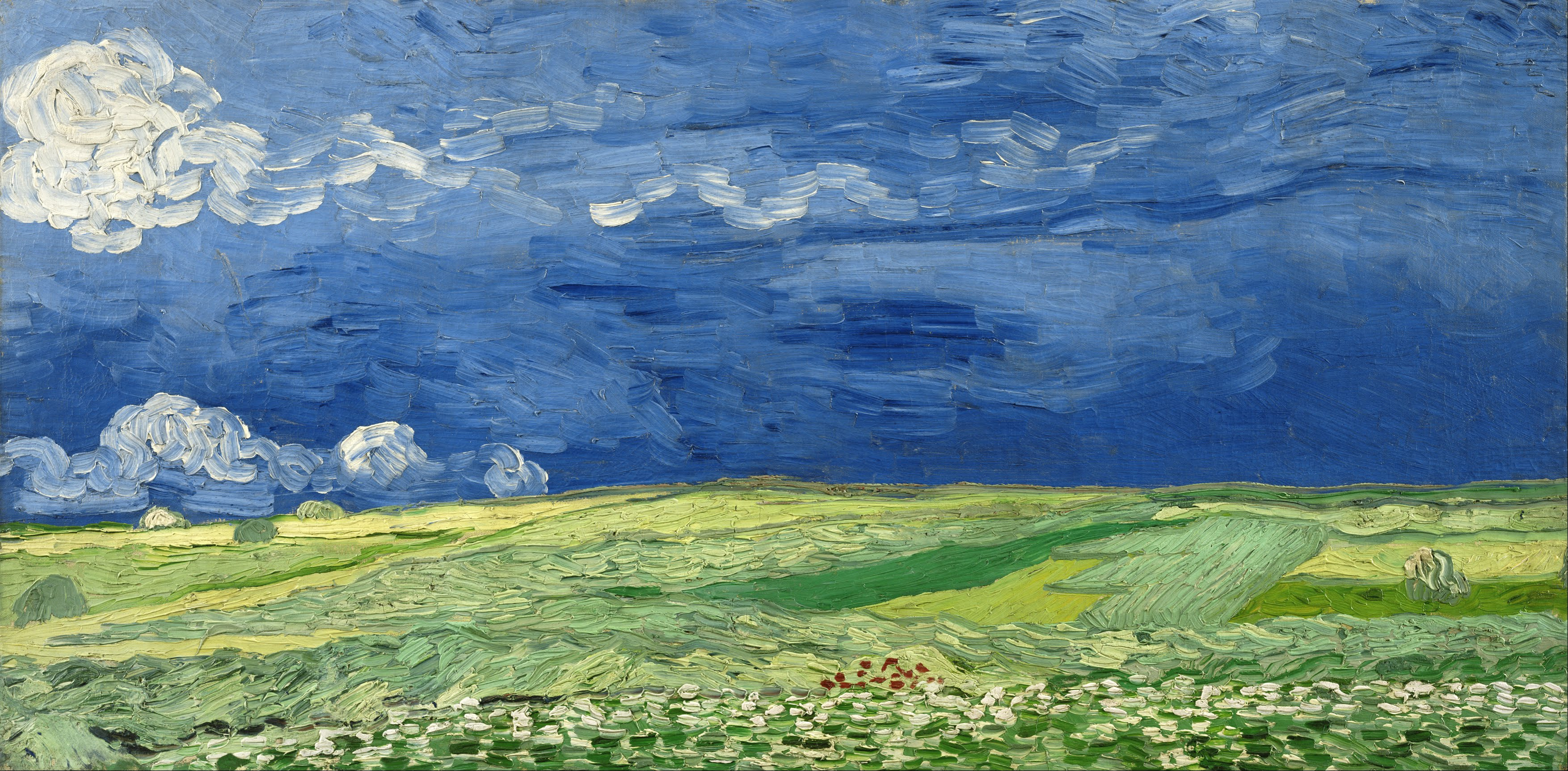
Van Gogh-museet (1890)